# Нидерландская литература
Нидерландская литература — художественная литература на нидерландском языке, создававшаяся и создающаяся не только в Нидерландах, но и в Бельгии, французской части Фландрии, Суринаме, Южной Африке (до развития африкаанс как особого языка), на Антильских островах, в Индонезии.

## Средневековье
Единого литературного языка до XVII века не существовало, а в Средние века границу между нидерландскими и нижненемецкими диалектами часто провести сложно. Так, переводы псалмов — «Вахтендонкские псалмы» — IX века и творчество миннезингера Генриха фон Фельдеке (XII век) считаются общим наследием нидерландской (тогдашнее название duits, откуда английское название Dutch) и немецкой (deutsch) литературы.
В силу неравномерности развития разных областей страны нидерландская национальная литература зародилась в основном в районах, близких к промышленным центрам Фландрии и Брабанте, а к XVI веку её центр сместился на северо-запад. В Средневековье литература создавалась в основном на южных диалектах — лимбургском, фламандском, брабантском. Был популярен рыцарский эпос, фаблио (к этому жанру может быть отнесена нидерландская версия «Романа о Лисе» «Van den vos Reynaerde», появившаяся около 1250 года). На брабантском диалекте написаны носившие мистический характер стихи поэтессы Хадевейх, игравшей важную роль в обществе молодых аристократок.

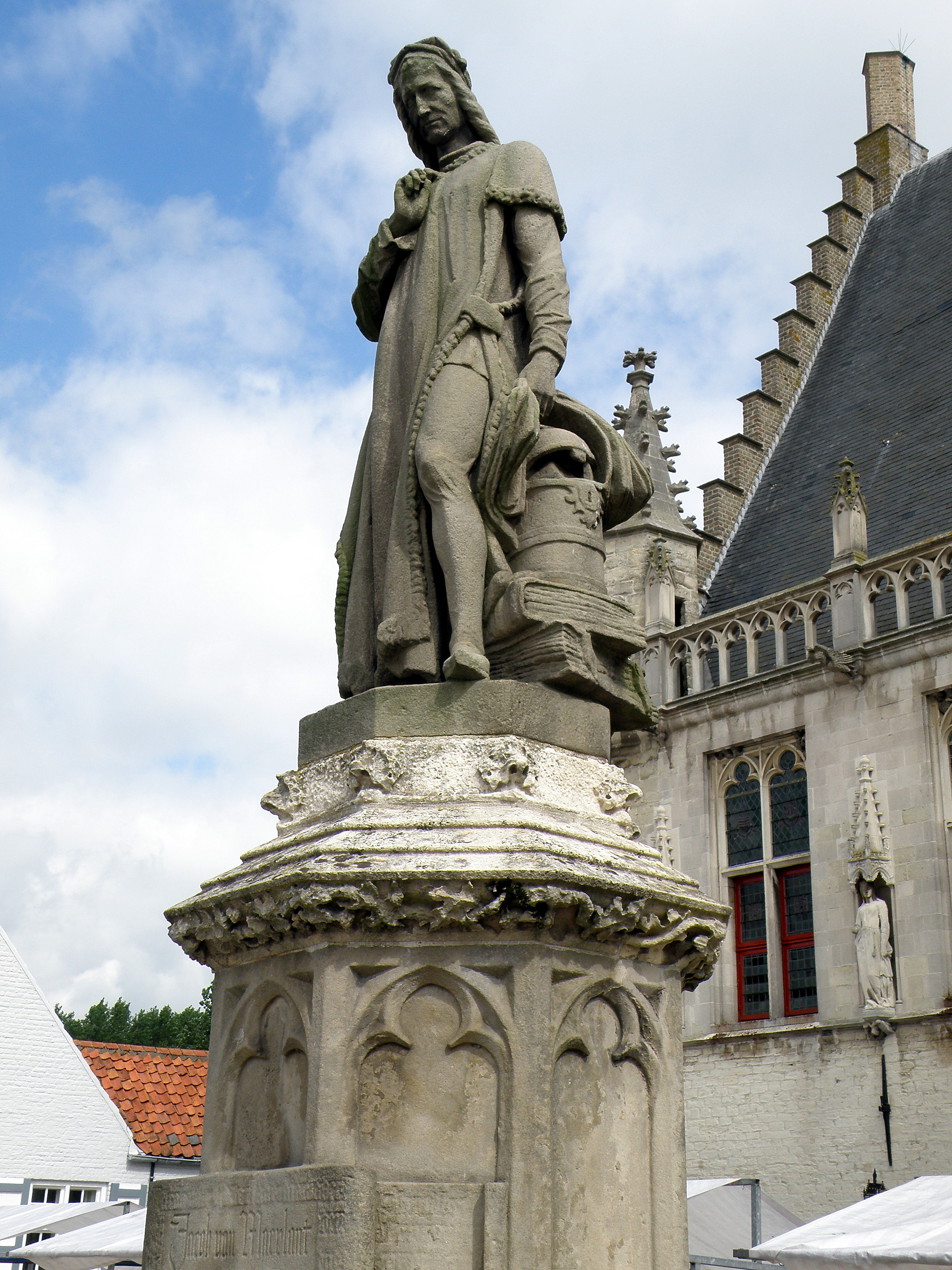
Памятник Якобу ван Марланту в Дамме (Бельгия)

Наиболее распространёнными темами рыцарских романов были истории о Карле Великом и его паладинах, а также о рыцарях Круглого стола. После периода, когда рыцарские романы переводились с французского языка, первым оригинальным произведением этого жанра на территории современных Нидерландрв стал роман «Карл и Элегаст». Большой популярностью в народе пользовался роман «Ферхюнт», герой которого, родом крестьянин, стал доблестным рыцарем.
Одним из крупнейших поэтов был Якоб ван Марлант (ок. 1235—1300), среди произведений которого «Цветы природы», обобщающие естественнонаучные представления его времени, «Историческое зеркало», посвящённое древней истории и истории Нидерландов, и нравоучительные стихотворные диалоги «Первый Мартин» и «Второй Мартин», обличающие собственничество и распущенную знать. Известным последователем ван Марланта был Ян ван Бундале, автор дидактической поэмы «Зеркало мирян» (1325—1330), отражавшей бюргерские взгляды на общественную мораль. Фламандский мистик Иоганн Рюйсбрук (автор трактата «Красота духовного брака») считается основателем нидерландской прозы. Другими видными мистиками были Ян ван Лёйвен и Герт Гроте. Как и немецкий мистик Таулер, большинство нидерландских представителей этого направления представляли низшее духовенство, не одобрявшее роскоши, в которой жили князья Церкви. Так, в XV веке Йоханнес Брюгман, обличавший в своих проповедях богачей, одновременно прославлял францисканские обеты бедности. Церковные гимны, возникшие в этих кругах, Литературная энциклопедия 1930-х годов называет предтечами песен гёзов.
Церковная драма в Нидерландах существовала с XII века, а несколько позже появились первые мистерии на народном языке. К XV веку относится деятельность гильдии «риторов», создававших моралите, где действовали аллегорические персонажи. Название этого направления восходит к книге Маттейса де Кастелейна «De Const van Rhetoriken» («Искусство риторики»). Своё поэтическое мастерство риторы демонстрировали в публичных состязаниях — «ланд-ювелах». Большую популярность в Европе получило (переводы и переделки) моралите «Elckerlijc» («Обычный человек»). Поэтесса-монахиня Анна Бейнс писала инвективы против лютеран и описывала собственный мистический опыт.
Первые сведения о светской драматургии на нидерландском языке относятся к середине XIV века. Именно этим временем датируются дошедшие до нас так называемые «абеле спелен» — романтические пьесы о куртуазной любви, наследовавшие традициям одновременно рыцарского романа и моралите.

## Возрождение и Золотой век
В эпоху Возрождения литература в Нидерландах развивалась прежде всего на латинском языке; крупнейшим латиноязычным прозаиком был Эразм Роттердамский, автор знаменитой «Похвалы глупости», поэтом — Иоанн Секунд, автор «Поцелуев».
XVI век, ознаменованный Реформацией и революцией в Нидерландах, оставил и важные поэтические памятники великих событий на нидерландском языке — протестантские гимны и песни гёзов. В 1544 году вышел сборник народных песен «Антверпенская книга». В это время сочинён и нынешний нидерландский гимн Wilhelmus, воспевающий Вильгельма I Оранского. Его приписывают Филипу ван Марниксу (1538—1598), одному из главных интеллектуалов Нидерландской революции и другу Вильгельма, начавшему первый полный перевод Библии на нидерландский язык, завершённый уже после его смерти, в XVII в. «Перевод Провинций» (Statenvertaling) основывался на нескольких диалектах и заложил основы литературного нидерландского языка, подобно роли Библии Лютера в формировании общенемецкого. Перу ван Марникса принадлежит и один из самых ярких антикатолических памфлетов — раблезианский «Улей святой римской церкви» (нидерл. Bienkorf, 1569).
В среде зажиточной буржуазии Нидерландов в XVI веке были популярны воззрения ренессансного гуманизма, близкие гуманизму Плеяды во Франции. Гуманист Дирк Коорнгерт создал философский трактат «Мораль как искусство благоденствия» (1586). Гуманизм проявился в творчестве Яна ван дер Нота. Теоретиком нового направления в Нидерландах стал государственный секретарь Лейдена Ян ван Хаут, последовательно противопоставлявший его принципы традициям риторов.
События войны за независимость Нидерландов (1581—1648) привели к политическому размежеванию северных (ныне собственно Нидерланды) и южных провинций (ныне в составе Бельгии). Север завоевал независимость (Республика Соединённых Провинций), в то время как Юг остался под властью испанцев. Основные события истории литературы в это время переносятся на Север, в независимые Нидерланды (туда эмигрируют многие интеллектуалы с Юга), меняется и диалектная окраска литературного языка. В южных провинциях большую роль начинает играть французский язык.

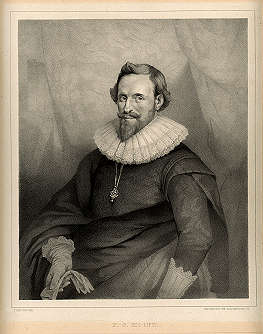
Питер Корнелисзон Хофт

В период «Золотого века Голландии» (XVII век) в Амстердаме формируется «Мёйденский кружок», названный так по месту, где жил его крупнейший деятель Питер Корнелисзон Хофт. Хофт, проявивший себя как лидер голландского классицизма, свои произведения, в том числе «Бато» и «Герард ван Велзен», создавал по канонам высокой поэтики, а его комедия «Торгаш» заложила основы голландского драматического реализма. Он же написал прозаическую «Историю Нидерландов» в подражание Тациту, стремясь к максимально экономному стилю; другими деятелями кружка были дочь мецената Румера Виссера поэтесса Мария Тесселсхаде Виссер и комедиограф Гербранд Бредеро. В орбите кружка был остроумный афористичный поэт Константейн Хёйгенс (1596—1687), отец физика Хр. Гюйгенса. Среди творчества Хёйгенса — сатирические стихи, высмеивавшие религиозный фанатизм и придворный разврат («Снелдихте», 1625, и сборник «Васильки», 1628), а также дидактическая и автобиографическая поэзия.

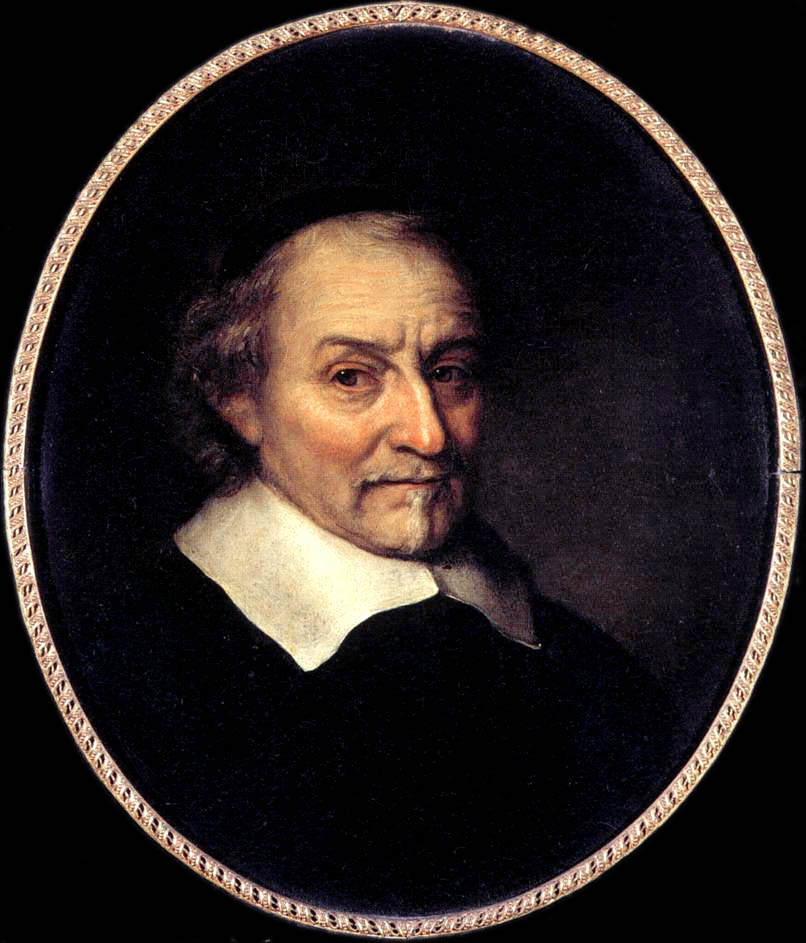
Йост ван ден Вондел

Величайшим нидерландским поэтом и драматургом XVII в. был Йост ван ден Вондел (1587—1679), автор трагедий на библейские и исторические темы, в которых сочетаются черты классицизма и барокко. Ван ден Вондел был одним из немногих голландских писателей своего премени, получивших европейскую известность — влияние его творчества, в частности, находят у Мильтона и у некоторых немецких авторов XVII века. Исторические пьесы ван ден Вондела способствовали дальнейшему формированию национального самосознания и ставятся до сих пор. В Мидделбурге, в Зеландии, возникла другая школа, которую возглавил Якоб Катс (1577—1660). Произведения Катса (поэма «Брак», «Зеркало старого и нового времени»), носившие дидактический и жизнеописательный характер, выражали мировоззрение кальвинистской буржуазии и пользовались большой популярностью в её среде на протяжении XVII и первой половины XVIII века. Философские идеи Спинозы творчески преломились в произведениях Яна Зута (1619—1677) и Яна Лёйкена (1649—1712).
С 1637 года под французским влиянием в Нидерландах развивается роман. Иоганн Хемскерк, вдохновлявшийся прециозной литературой, написал роман «Батавская Аркадия», вызвавший много подражаний. Николай Хейнзиус создал плутовской роман «Мирандор» (1675).

## Упадок

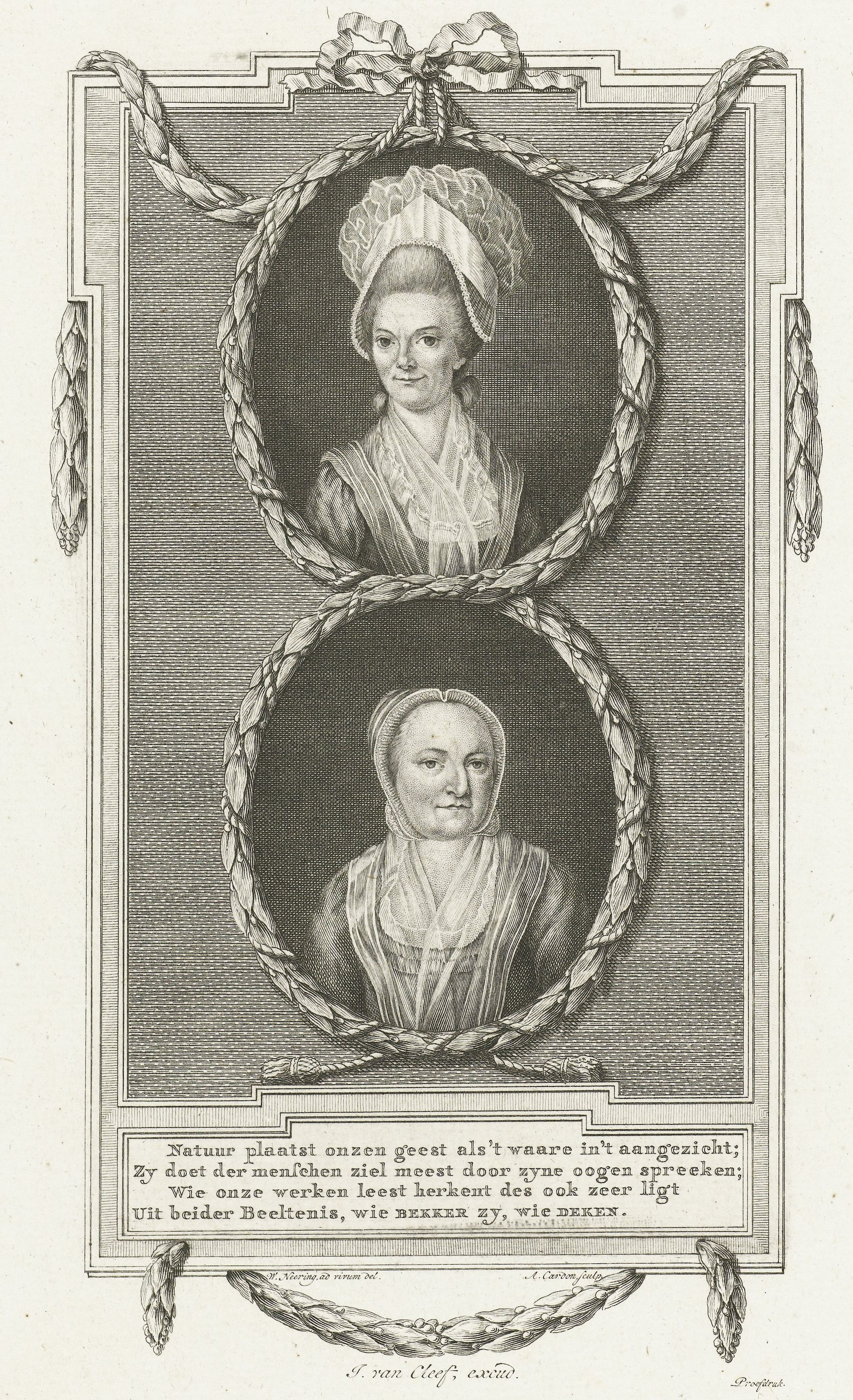
Бетье Вольф и Агье Декен

Во второй половине XVII века «Золотой век Голландии» закончился, что было вызвано потерей контроля над морской торговлей, в том числе в результате поражений в англо-голландских войнах. В это же время, после смерти великих классиков в 1660—1680-е годы наступает быстрый упадок нидерландской литературы. Последующее столетие (примерно до французской оккупации в 1790-е годы) в основном копирует достижения Золотого века и ходовые французские образцы. В качестве исключений «Краткая литературная энциклопедия» упоминает драматурга-сатирика Питера Лангендейка (1683—1756), известного как «голландский Мольер», и братьев-поэтов Виллема и Онно Звира ван Харенов — последний в своих произведениях прославлял борцов с тиранией и обличал безжалостную колониальную политику Нидерландов. На территории современной Бельгии в этот период нидерландская литература исчезает почти полностью, за единственным крупным исключением комедиографа и поэта Михила де Свана, 1654—1707), который писал в Дюнкерке, перешедшем от испанцев Франции.
Заметные писатели XVIII века — Юстус ван Эффен, писавший большую часть жизни по-французски, но в последние годы издававший под английским влиянием журнал «Голландский наблюдатель» («De Hollandsche spectator») на родном языке, и особенно писательницы-соавторы Бетье Вольф (1738—1804) и Агье Декен (1731—1804), в период Батавской республики сочинившие под влиянием Руссо несколько романов в письмах. Одним из представителей голландского предромантизма в конце XVIII века стал Якобус Беллами. К концу XVIII — началу XIX вв. относится также деятельность некоторых новолатинских поэтов, таких как Иероним де Босх и Герман Босха, что, вероятно, связано с общим подъёмом филологической культуры в стране.

## XIX век
Продолжение политико-экономического упадка Нидерландов в XIX веке отрицательно сказывалось и на положении в литературе. Сентименталист Рейнвис Фейт, чьё творчество испытало влияние «Страданий юного Вертера» Гёте, и писатели «пробуждения» (Het Réveil, характерен французский термин) рубежа веков, в чьём творчестве отразился романтизм и события наполеоновских войн — Виллем Билдердейк и Хендрик Толленс — не имели крупных продолжателей; в XIX веке господствовала кальвинистская школа, проповедовавшая аскетические добродетели. В литературе устанавливаются традиции детального бытописания, прославления домашнего уюта. Протест против действительности выражали в своих произведениях только представители нидерландского романтизма, самым заметным из которых был Якоб ван Леннеп. Он получил известность и как фольклорист, собиратель исторических легенд (сборник «Нидерландские легенды», 1828—47), и как автор исторических романов в духе Вальтера Скотта («Декамская роза», 1836).

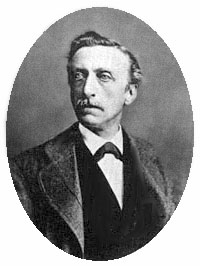
Мультатули (Э. Деккер)

В этот период оживает фламандская литература; идеолог фламандского движения и автор «Тиля Уленшпигеля» Шарль де Костер писал по-французски, но его преемники, из которых самым выдающимся был поэт Гвидо Гезелле, использовали фламандский язык, иногда чрезмерно архаичный. Стала развиваться нидерландская литература и в колониях; именно там (Ост-Индия, современная Индонезия) явился один из крупнейших нидерландских талантов всех времён — Эдуард Доувес Деккер, писавший под псевдонимом «Мультатули», автор знаменитого романа «Макс Хавелаар» (1860). Ранние произведения Мультатули, направленные против нидерландского колониализма, защищавшие права женщины и идеи свободы нидерландского языка, отражали протестные настроения мелкой буржуазии и были положительно восприняты в либеральных кругах метрополии, но его дальнейшее творчество оказалось для них слишком революционным.
1880-е годы ознаменованы в Нидерландах движением лириков-«восьмидесятников» (нидерл. tachtigers, также известных как группа «Молодая Голландия»), отрицавших эстетические каноны и защищавших «искренний» стиль. Органом этого течения стал «Новый вожатый» (нидерл. De Nieuwe Gids), а его наиболее значительными представителями — поэт и критик Виллем Клос, поэт Жак Перк, романист Лодевейк ван Дейссел. Хотя одним из лозунгов, взятых на вооружение «Новой Голландией», было «искусство для искусства» и сильный акцент делался на формальное мастерство, в творчестве ряда представителей этого течения проявляются первые черты нидерландского натурализма, испытавшего влияние натурализма Золя. Ещё одним ранним представителем натурализма стал Луис Купейрус, автор психологических романов. Начинавший как «восьмидесятник» Фредерик ван Эден поднялся до высокого обличительного социального пафоса в своём романе «Маленький Йоханнес», где также развиваются созвучные толстовству идеи. Откололась от «восьмидесятников» печатавшаяся в журнале «Движение» (нидерл. De Beweging) «группа 90-х годов», лидером которой был поэт Альберт Вервей. Представители этой группы отказались от лозунга «искусство для искусства» и приняли на вооружение идеи философского социального гуманизма. В левых кругах заметным было творчество Германа Гортера, начавшего с пантеистической поэмы «Май», но впоследствии эволюционировавшего к идеям социал-демократии («Малая эпопея», «Пан»), а в 1920-е годы — ультралевого марксизма. Исторические романы издавали Анна Луиза Гертруда Туссен, Хендрик Консьянс, а юмористические произведения — Николас Бетс и Кликспан.

## XX век
После Первой мировой войны в Нидерландах и Бельгии сложилось деление общества на группы по религиозному и идеологическому принципу (т. н. «столпы»). У каждой группы — протестантов (только в Нидерландах), католиков, сторонников социал-демократии и либералов — были свои газеты, школы, радио-, а позже и телеканалы. Это явление повлияло и на развитие литературных течений, так как писатели объединялись под эгидой литературных журналов своего «столпа».
Эстетической реакцией на натурализм в нидерландской литературе стало развитие неоромантизма, заметным представителем которого стал Артур ван Схендел. Позже, в 1930-е годы, в его творчестве наметился поворот к реализму, теме жизни «маленьких людей». Экспрессионизм в литературе межвоенного периода представлен сборниками Хендрика Марсмана «Обретённый рай» (1927) и «Храм и крест» (1940). В противостоянии нарастающему влиянию фашизма в Европе (в том числе германского нацизма) заметную роль играло творчество поэта и литературоведа Антона ван Дёйнкеркена.
Нацистская оккупация Германии привела к созданию ряда патриотических и психологически глубоких произведений, документирующих это время. Самым известным из них стал писавшийся по-нидерландски дневник Анны Франк — записки еврейской девочки, родившейся в Германии и скрывавшейся в Амстердаме от нацистов; дневник Анны был переведён на несколько языков и отличается, помимо документальных, и художественными достоинствами (Франк вела литературную обработку своих записей и рассчитывала на публикацию его в будущем). Антон ван Дёйнкеркен в сотрудничестве с несколькими другими авторами-антифашистами издал в 1944 году подпольный поэтический трёхтомник «Новый песенник гёзов». Травмы оккупации, антивоенные настроения нидерландской интеллигенции нашли в 1940-е и 1950-е годы отражение в многочисленных литературных произведениях («Поражение» Альфреда Коссманна, «Сапог на шее» и «У мира нет прихожей» Маурица Деккера, «Ночь жирондистов» Жака Прессера, «Тёмная комната Дамокла»Виллема Херманса и другие). Тема Сопротивления нацистской оккупации занимает важное место в произведениях Симона Вестдейка и Тейн де Фриза.

### Современная нидерландская литература (послеВторой мировой войны)
В пятидесятые годы в нидерландскоязычных странах появилось литературное движение так называемых «эксперименталистов» или «пятидесятников» (нидерл. vijftigers или нидерл. Beweging van Vijftig — «Движение Пятидесятых»). Для произведений этого направления характерны игра с «иррационализмом» слова, вычурные ассоциации, экспрессионизм и сюрреализм. Пятидесятники объявляли о разрыве с прошлым, с литературной традицией и в первую очередь с опытом поэтов и писателей предыдущего десятилетия, таких как Бертус Афьес. Среди них — такие писатели, как Люсеберт, Ханс Андреус, Ремко Камперт, Геррит Каувенар и Ян Элбург.
В 1970-е годы писатели нового поколения подвергали критике формализм эксперименталистов и призывали писать языком, понятным более широкому кругу читателей.
Герард Реве вместе с Харри Мулишем и Виллемом Фредериком Хермансом образуют так называемую «большую тройку» послевоенной нидерландской литературы. Поэтику Реве и Херманса критики описывают как «шокирующий реализм», причисляя сюда Анну Бламан.
Из наиболее заметных традиционалистов можно назвать Мариет Местер, автора художественной прозы и нон-фикшн. Важнейшей темой её сочинений критика считает оппозиции культура/природа, жизнь/смерть, мужчина/женщина. На русском языке в 2002 году выходил роман Мариет Мейстер «Козлиная песнь» (нидерл. Bokkezang).